# 扎奧里爾利亞
49°6′21″N 34°36′40″E / 49.10583°N 34.61111°E
扎奧里利亞（烏克蘭語：Заорілля）是位於烏克蘭中部的村莊，由第聶伯羅彼得羅夫斯克州裡第聶伯羅區的察里昌卡市鎮負責管轄。該村處於莫克拉扎普拉夫卡河右岸，海拔高度72米，2001年人口36。